# Gastrotheca
A Gastrotheca a kétéltűek (Amphibia) osztályába és  a békák (Anura) rendjébe és az erszényesbéka-félék (Amphignathodontidae) családjába tartozó nem.
Egyes rendszerek a Hemiphractidae családba sorolják a nemet.

## Előfordulásuk
Az ide tartozó fajok Közép-Amerikában és Dél-Amerikában honosak.

## Rendszerezés
A nemhez az alábbi 47 faj tartozik:
- Gastrotheca abdita
- Gastrotheca albolineata
- Gastrotheca andaquiensis
- Gastrotheca angustifrons
- Gastrotheca antomia
- Gastrotheca argenteovirens
- Gastrotheca aureomaculata
- Gastrotheca bufona
- Gastrotheca christiani
- Gastrotheca chrysosticta
- Gastrotheca cornuta
- Gastrotheca dendronastes
- Gastrotheca dunni
- Gastrotheca espeletia
- Gastrotheca excubitor
- Gastrotheca fissipes
- Gastrotheca galeata
- Gastrotheca gracilis
- Gastrotheca griswoldi
- Gastrotheca guentheri
- Gastrotheca helenae
- Gastrotheca lateonota
- Gastrotheca lauzuricae
- Gastrotheca litonedis
- Gastrotheca longipes
- költőtáskás levelibéka (Gastrotheca marsupiata)
- Gastrotheca microdiscus
- Gastrotheca monticola
- Gastrotheca nicefori
- Gastrotheca ochoai
- Gastrotheca orophylax
- óriás erszényesbéka (Gastrotheca ovifera)
- Gastrotheca pacchamama
- Gastrotheca peruana
- Gastrotheca plumbea
- Gastrotheca pseustes
- Gastrotheca psychrophila
- Gastrotheca rebeccae
- Gastrotheca riobambae
- Gastrotheca ruizi
- Gastrotheca splendens
- Gastrotheca stictopleura
- Gastrotheca testudinea
- Gastrotheca trachyceps
- Gastrotheca walkeri
- Gastrotheca weinlandii
- Gastrotheca williamsoni